# Eric Hales
Eric Hales (1901–1993), nasceu Eric Manville Hales, foi um ator britânico, ativo na era do cinema mudo.

## Filmografia selecionada
- The Second Mate (1928)
- Chelsea Life (1933)
- The Secret of the Loch (1934)
- Blue Smoke (1935)
- The Last Curtain (1937)
- Double Alibi (1937)
- Strange Experiment (1937)
- Cross My Heart (1937)
- Under the Red Robe (1937)
- Contraband (1940)